# 拉梅库尔
拉梅库尔（法語：Lamécourt，法語發音：[lamekuʁ]）是法国瓦兹省的一个市镇，位于该省中部，属于克莱蒙区。

## 地理
拉梅库尔（49°25'51"N, 2°27'55"E）面积3.44 平方千米，位于法国上法蘭西大區瓦兹省，该省份为法国北部内陆省份，北起索姆省，西接厄尔省和滨海塞纳省，南至塞纳-马恩省和瓦兹河谷省，东临埃纳省。
与拉梅库尔接壤的市镇（或旧市镇、城区）包括：屈尼耶尔、艾里永、阿夫勒希、埃尔克里、雷梅库尔、圣欧班苏塞尔克里。
拉梅库尔的时区为UTC+01:00、UTC+02:00（夏令时）。

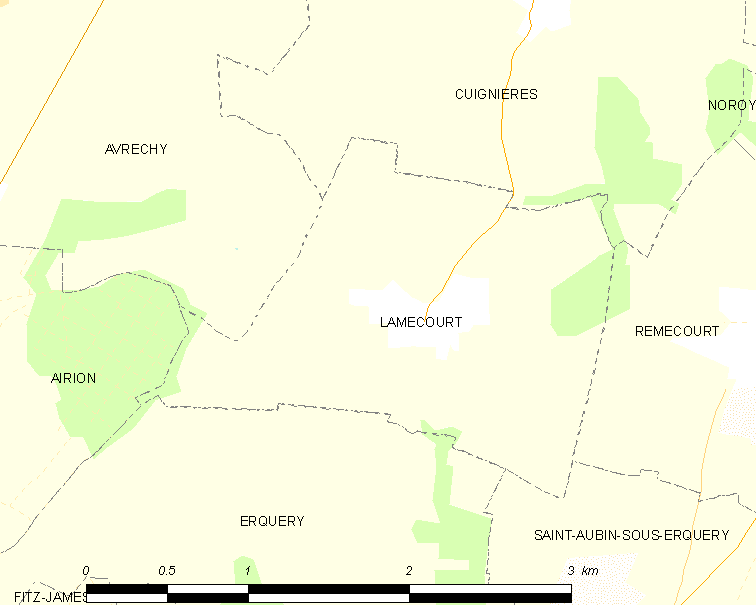
拉梅库尔的OSM定位图

## 行政
拉梅库尔的邮政编码为60600，INSEE市镇编码为60345。

## 政治
拉梅库尔所属的省级选区为克莱蒙县。

## 人口

1962-2008年间拉梅库尔人口变化图示

拉梅库尔于2022年1月1日时的人口数量为194人。